# 플랫필드 보정

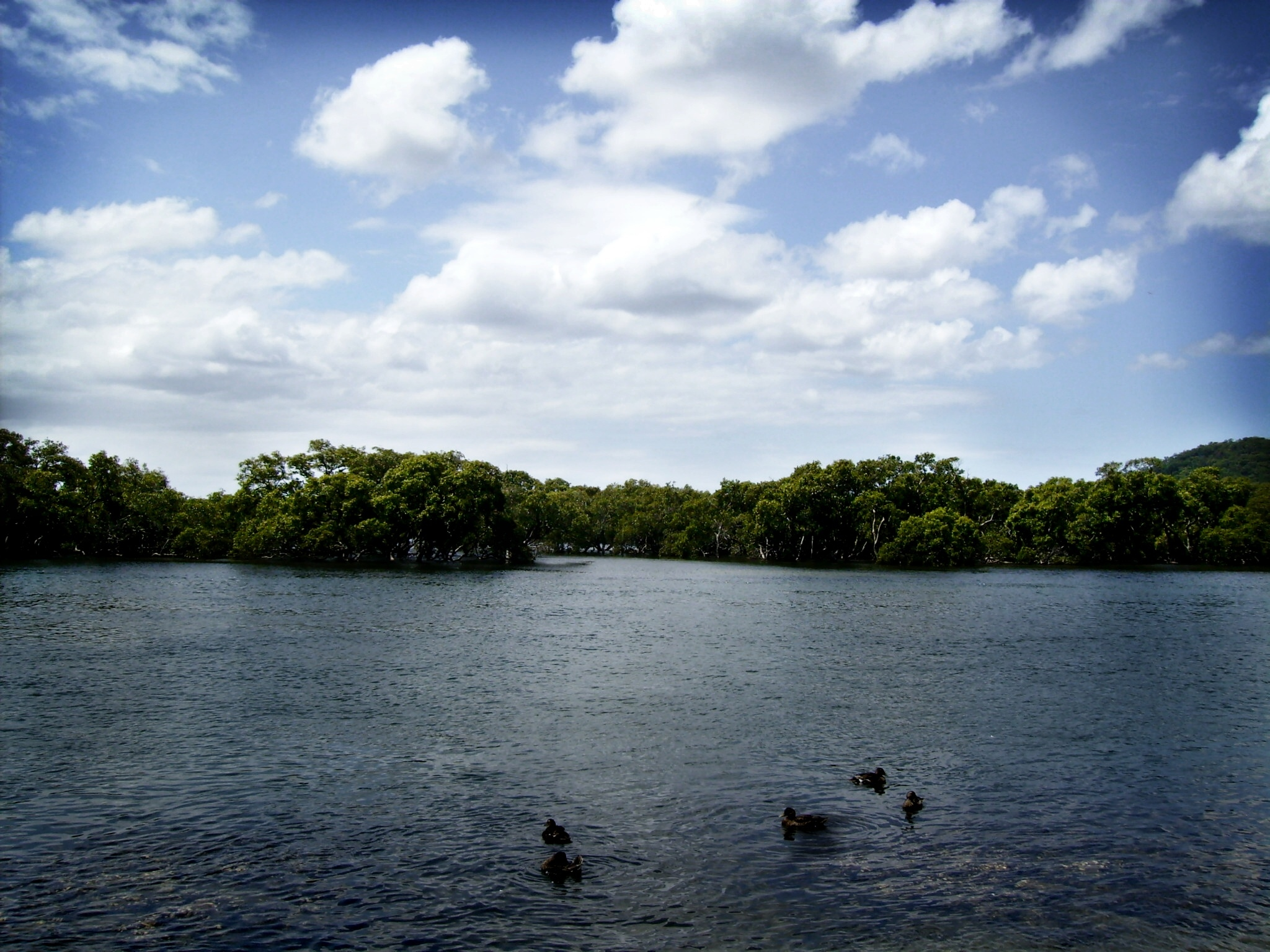
이 사진은 가장자리가 어둡고 가운데가 밝다. 이런 현상을 비네팅이라고 한다. 비네팅을 없애기 위해서는 플랫 보정을 해야 한다.

플랫필드 보정(영어: Flat-field correction; FFC)은 디지털 화상 기법의 일종으로, 광검출기의 화소마다 감도가 다르거나, 화면 가장자리로 갈수록 광경로가 길어서 어두워지거나, 광공해가 있거나 등의 여러가지 이유로 화면의 밝기가 고르지 못한 오차를 보정하기 위한 것이다. 개인용 디지털 카메라부터 대형 망원경에 이르기까지 모든 분야에서 표준적으로 수행되는 보정이다.
플랫 보정이 적절하게 수행되면 균일한 신호가 균일한 출력을 생성하며 그래서 플랫필드(flat-field)라고 한다. 플랫 보정이 이루어진 이후 검출되는 신호는 검출하고자 하는 현상의 신호이지 계통오차가 아니다.
플랫필드 이미지는 균일한 밝기의 화면을 찍어서 획득되며, 이렇게 해서 프레임 전체에 색상과 밝기가 균일한 화상을 생성한다. 개인용 카메라의 경우에는 팔 길이 정도의 종잇조각이 그 화면의 역할을 해 줄 수 있지만, 망원경의 경우 해가 넘어갔지만 별은 아직 보이지 않는 시민박명 때의 맑은 하늘을 사용한다. 다만 이렇게 찍은 플랫필드 이미지도 바이어스와 다크 보정이 되어 있지 않기에 그 보정을 해 주어야 한다.
플랫필드는 검출기의 화소마다 2개의 숫자로 이루어진다. 각 화소의 이득(게인)과 암전류(다크)다. 게인은 검출기가 받은 빛의 양의 함수로 주어지는 신호값이다. 입력신호와 출력신호의 비율이기에 거의 항상 선형변수로 주어진다. 다크는 입사광 없이, 즉 뚜껑을 닫고 찍었을 때의 신호량이다. 다크는 온도에 의해 크게 변동하며, 검출기에 따라서는 노출시간에 따라 변동하기도 한다. 그래서 천체망원경에서는 천체 노출 시간과 같은 시간의 다크 프레임을 취한다.
{\displaystyle C={\frac {(R-D)\times m}{(F-D)}}=(R-D)\times G}
- C = 보정된 화상
- R = 보정되지 않은 화상(raw image)
- F = 플랫필드 화상
- D = 다크 프레임 화상
- m = (F−D)의 화상평균화한 값
- G = 이득(gain) = {\displaystyle m \over (F-D)}[2]

이 수식에서 대문자는 2차원 행렬이고, 소문자는 스칼라값이다. 행렬 연산은 원소간 연산으로 이루어진다.

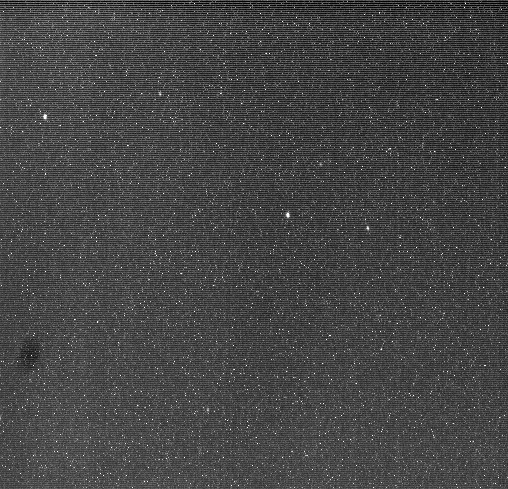
원본 화상
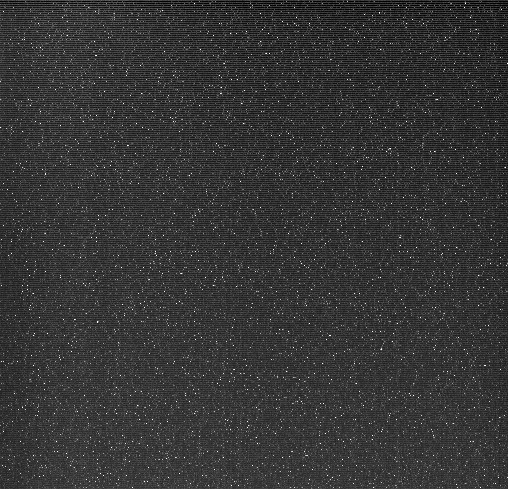
다크 프레임
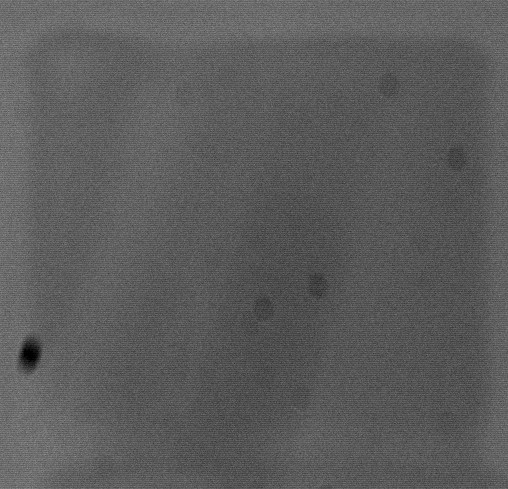
플랫필드
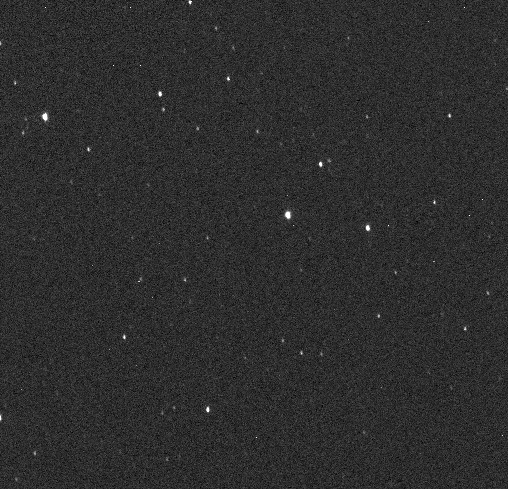
보정된 화상

원본 화상에서 다크 프레임을 빼고 플랫필드(다크 프레임을 뺀)로 나눗셈을 하면 보정된 화상이 된다.